# Need Your Loving Tonight
"Need Your Loving Tonight" es una canción de la banda británica Queen, escrita por el bajista John Deacon. Es la cuarta canción del álbum de 1980, The Game.

## Recepción
"Need Your Loving Tonight" fue publicado como sencillo en noviembre de 1980 y alcanzó la posición #44 en los Estados Unidos. El crítico de AllMusic, Stephen Thomas Erlewine comentó que la banda sonaba como Boston en la canción. Del mismo modo, el autor de Queen FAQ, Daniel Ross recalcó que podría estar "sentada felizmente junto con Journey o Boston en un álbum recopilatorio de himnos estimulantes". Andrew Wild sugirió que la canción fue influenciada por the Beatles, así como también otras canciones de power pop, tales como "Surrender" de Cheap Trick, "Hanging on the Telephone" de Blondie, y "My Sharona" de the Knack. El crítico de Ultimate Classic Rock, Eduardo Rivadavia describió a la canción como un "power pop pegadizo". La revista Billboard afirmó que la canción tiene "la energía de una canción pop de la década de los 60s" y elogió el trabajo de guitarra de May.
"Need Your Loving Tonight" fue publicado como sencillo en algunos territorios posterior al lanzamiento de "Another One Bites the Dust", sin embargo, no igualó el éxito de la anterior, alcanzando la posición #44 en los Billboard Hot 100.

## Interpretaciones en vivo
"Need Your Loving Tonight" fue interpretada frecuentemente durante la gira de The Game en 1980, y a menudo en 1981, pero no fue interpretada en las giras posteriores. También durante las presentaciones en vivo de la canción, Brian May y Roger Taylor cantaban los coros, mientras que Freddie Mercury tocaba el piano durante el solo de guitarra de May.

## Lista de canciones
1. "Need Your Loving Tonight" – 2:49
2. "Rock It (Prime Jive)" – 4:33

## Créditos
Créditos adaptados desde las notas del álbum.
- Freddie Mercury – voz principal y coros
- Brian May – guitarra eléctrica, coros
- Roger Taylor – batería, coros
- John Deacon – bajo eléctrico, guitarra acústica